# César Morales (futbolista)
César Rosario Morales Durán (nac. Guasave , Sinaloa, México; 5 de mayo de 1986) es un futbolista mexicano que actualmente milita en el club Xelaju Mario Camposeco de la Liga Nacional de Guatemala.

## Trayectoria
Se desempeña como mediocampista o volante, ha militado en equipos tanto de Liga de Ascenso MX, Liga MX, Liga Premier de Armenia y de la Liga Nacional de Guatemala